# Finding Nemo Submarine Voyage
Finding Nemo Submarine Voyage est une attraction du parc Disneyland ouverte le 11 juin 2007 qui remplace Submarine Voyage, fermée en 1998 pour des raisons de surcoût en entretien, et reprenant le thème du film Le Monde de Nemo (2003) de Pixar.
Pour commémorer l'ouverture de l'attraction, l'un des trains du Disneyland Monorail a été repeint en jaune et bleu avec le logo de l'attraction sur la voiture centrale.

## Le concept

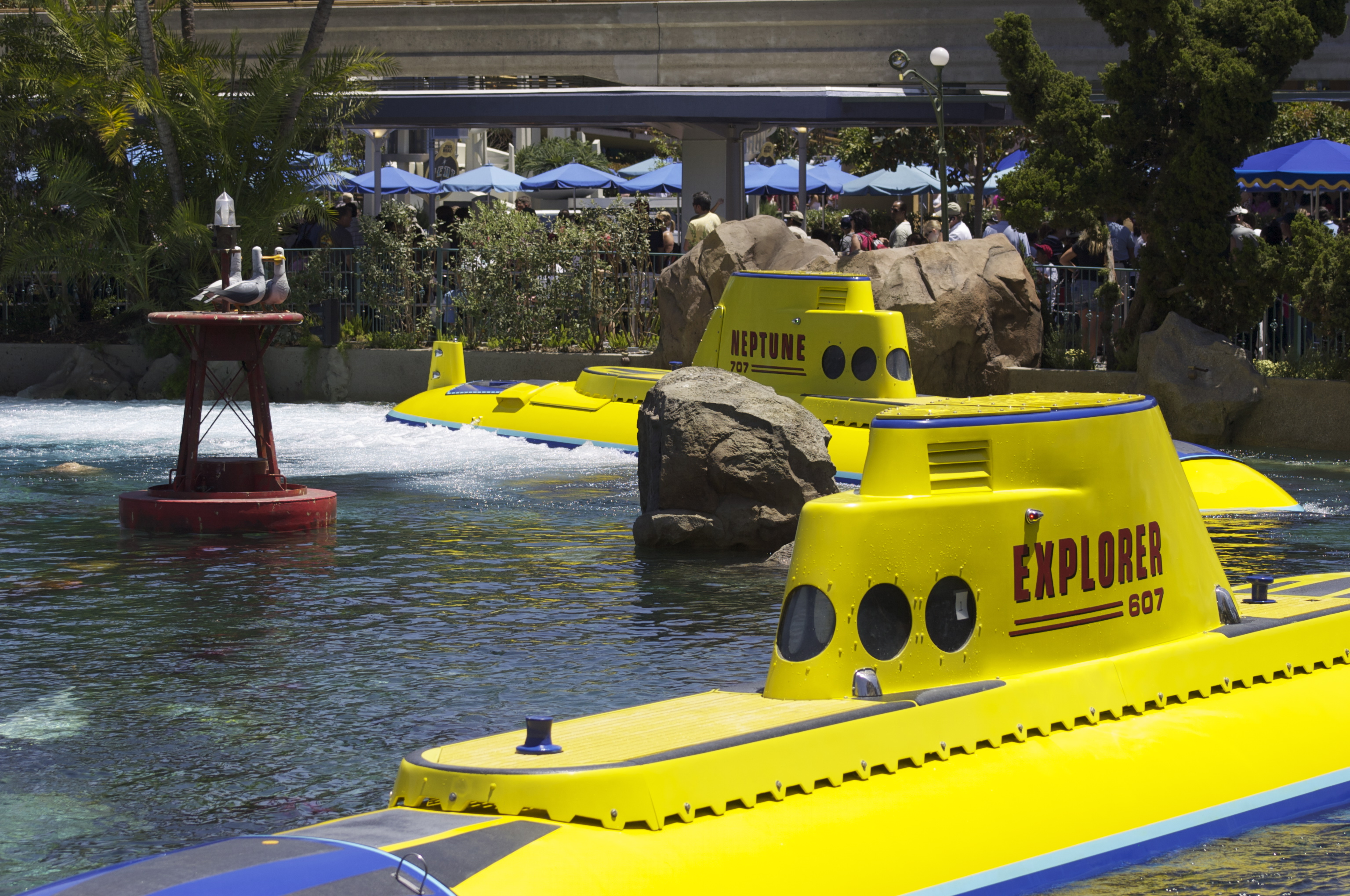
Bassin principal de l'attraction.

Des audio-animatronics et des animations sont placés derrière chaque hublot, dans des boîtes étanches à l'image d'aquariums inversés.
les Imagineers ont utilisé plus de trente tonnes de verre concassé recyclé pour «peindre» le corail et les roches de la lagune. Les techniciens ont également créé plus de quarante couleurs pour la zone du lagon, telles que Yamber (un croisement entre l'igname et l'ambre), Mango Mud, Toast, Blue Feint (à peine bleu), Aqua Jazz, Swamp (vert foncé / ambre), Danger Red, Burning Charbon, pois cassé, terre, fantôme et peritwinkle. La nouvelle flotte de sous-marins fonctionne à l'électricité, au lieu du carburant diesel.
En 2008, Finding Nemo Submarine Voyage a reçu un prix pour une réalisation exceptionnelle de la Themed Entertainment Association.
Le 6 janvier 2014, l'attraction a fermé pour une rénovation prolongée afin d'apporter des améliorations à la roche et au corail. Pendant ce temps, le lagon a été vidé. L'attraction a rouvert le 27 septembre 2014 avec de nombreuses scènes et coraux rafraîchis et repeints.

### Le scénario
Alors que les passagers d'une expédition partent découvrir l'activité volcanique sous-marine, ils rencontrent les personnages du monde de Nemo, partir à la recherche du petit poisson-clown... Un nouveau système de "sonar hydrophonique" permet d'entendre les poissons et autres animaux marins leur parler. Le volcan entre en éruption mais les poissons vont se réfugier dans la barrière de corail.
Descendez dans un sous-marin de recherche jaune exploité par le Nautical Exploration and Marine Observation Institute (N.E.M.O.).
À travers les hublots vous voyez les artefacts d'une ancienne civilisation dispersés le long du fond marin.
Vous découvrez Nemo et son copain tortue, Squirt, avec Marlin et Dory à leurs trousses. Au cours de votre aventure sous-marine, vous rencontrerez d'autres amis du film, dont Bruce le requin, M. Ray, Gill, Bubbles, Pearl, Peach, Crush et grâce à des «hydrophones sonar» spéciaux, vous pouvez entendre leurs dialogues.
Ce scénario se rapproche de celui de l'attraction The Seas with Nemo & Friends à Epcot qui a ouvert fin octobre 2006.
La vue est légèrement différente selon l'endroit où vous vous asseyez dans le sous-marin. Vous pouvez apercevoir Nemo à certains moments où les autres ne le voient pas.
Pour ceux qui ne peuvent pas descendre dans l'escalier étroit de chaque sous-marin, on peut se rendre à l'avant-poste d'observation à la fin du quai. Piloté par un membre du N.E.M.O. Institut, un écran propose une version vidéo haute définition en direct du voyage, par "SubCam".

### Les véhicules
L'attraction réutilise les mêmes sous-marins que l'ancienne attraction Submarine Voyage, mais légèrement améliorés et totalement rénovés. Ainsi la capacité a été portée à 40 passagers (au lieu de 38). Les sous-marins ne sont plus unicolores, mais : 
- jaune au-dessus de la ligne de flottaison
- noir sous la ligne de flottaison
- la ligne de flottaison est soulignée par un trait bleu marine d'une dizaine de centimètres de haut surmonté d'un trait bleu ciel d'environ 4 cm de haut.

## L'attraction

### Disneyland
Elle devait ouvrir le 15 juillet 2005, mais la date a été repoussée et l'attraction a ouvert le 11 juin 2007.
- Ouverture : 11 juin 2007
- Conception : Walt Disney Imagineering
- Thème : film Le Monde de Nemo
- Sous-Marins
  - Nombre : 8
  - Longueur : 16 m
  - Capacité : 40 personnes
  - Noms et numéro :
    - 107 : Nautilus
    - 207 : Scout
    - 307 : Voyager
    - 407 : Mariner
    - 507 : Seafarer
    - 607 : Explorer
    - 707 : Neptune
    - 807 : Argonaut
- Débit théorique : 1 200 visiteurs par heure
- Type d'attraction : Voyage en sous-marin
- Situation : 33° 48′ 46″ N, 117° 55′ 00″ O
- Attraction précédente
  - Submarine Voyage (1958-1995)